# Тавтиш
Тавтиш — река в России, протекает в Вологодской области, в Тотемском районе. Устье реки находится в 1 км по левому берегу реки Вожбал. Длина реки составляет 11 км.
Исток находится в болотах в 8 км к северо-западу от посёлка Царёва (центр муниципального образования «Калининское») и в 24 км к юго-западу от Тотьмы. Тавтиш течёт по лесному массиву на юго-запад. Впадает в Вожбал напротив посёлка Красный Бор всего в 500 метрах выше устья самого Вожбала. Прочих населённых пунктов на реке нет.

## Данные водного реестра
По данным государственного водного реестра России относится к Двинско-Печорскому бассейновому округу, водохозяйственный участок реки — Северная Двина от начала реки до впадения реки Вычегда, без рек Юг и Сухона (от истока до Кубенского гидроузла), речной подбассейн реки — Сухона. Речной бассейн реки — Северная Двина.
По данным геоинформационной системы водохозяйственного районирования территории РФ, подготовленной Федеральным агентством водных ресурсов:
- Код водного объекта в государственном водном реестре — 03020100312103000008091
- Код по гидрологической изученности (ГИ) — 103000809
- Код бассейна — 03.02.01.003
- Номер тома по ГИ — 03
- Выпуск по ГИ — 0